# 英國駐廣州總領事館
英國駐廣州總領事館（英語：British Consulate-General in Guangzhou）為英國在廣州派設的官方外交代表機構，館址位於天河區珠江新城建築群內，領区範圍包括廣東、廣西、福建、海南、湖南及江西等六個中國大陸省份。該館是英國在中華人民共和國設立的第二个總領事館，也是自1979年以來、外國於廣州設立的第九個領事館，開館於1997年1月14日。現任總領事為孟诗然，於2023年6月上任。

## 歷史

### 歷任總領事
| 中文姓名 | 英語姓名       | 任期           | 備註 |
| -------- | -------------- | -------------- | ---- |
| 魏意安   |                | 1997年－1999年 |      |
| 李豐     |                | 1999年－2003年 |      |
| 胡克定   |                | 2003年－2006年 |      |
| 戴偉紳   |                | 2006年－2010年 |      |
| 摩根     |                | 2010年－2014年 |      |
| 盧墨雪   |                | 2014年－2017年 |      |
| 梅凯伦   | Karen Maddocks | 2017年－2019年 |      |
| 贺颂雅   | Jo Hawley      | 2019年－2022年 |      |
| 墨泰     | Matthew Moody  | 2022年－2023年 |      |
| 孟诗然   | Sarah Mann     | 2023年－       |      |

## 外部連結
- （简体中文）英国驻广州总领事馆 - GOV.UK
- （简体中文）英国驻广州总领事馆的新浪微博
- （简体中文）英国驻广州总领事的哔哩哔哩个人空间